# 移动沙发问题
移动沙发问题，又称沙发问题，是一个数学问题。这一问题来源于现实生活中推沙发过走廊情景的二维理想化，其内容为求出能通过单位宽度的L形平面通道的刚性二维形状的最大面积A。这一最大面积A被称为沙发常数。沙发常数的确切值至今尚未求出。2024年11月，Jineon Baek发布了一份arXiv预印本，声称证明了约瑟夫·热弗提出的解为最优解，如果属实，将解决移动沙发问题。

## 历史
1966年，奥地利裔加拿大数学家李奧·莫澤最早在正式刊物上提出这一问题。不过在此之前，这一问题已在非正式的场合被多次讨论过。

## 上下界
现有的研究已经给出了沙发常数的上下界。

### 下界

哈默斯利沙发的面积为2.2074，但并非最大解

热弗沙发由18个曲线部分围成，面积为2.2195

该问题的一个显而易见的下界是{\displaystyle A\geq \pi /2\approx 1.57}，即单位半径半圆盘沙发的面积。这种形状的沙发可以在L型通道的拐角处旋转90度后通过。
数学家约翰·哈默斯利根据上面这种最简单的情形推导出了一种类似形状的沙发，将下界提高到了{\displaystyle A\geq \pi /2+2/\pi \approx 2.2074}。这种沙发状如电话听筒，由一个长为{\displaystyle 4/\pi }，宽为1的矩形的长边上挖去一个半径为{\displaystyle 2/\pi }的半圆，再在其两条短边上各接一个单位半径的四分之一圆盘得到。
1992年，罗格斯大学的约瑟夫·热弗提出了一种由18条光滑曲线围成的沙发，将沙发常数的下限增加到大约2.2195。
2014年，业余数学家菲利普·吉布斯通过计算机演算得到了一种最优沙发，其形状与热弗沙发无法区分，计算出的面积值在八位有效数字下相等。这说明热弗沙发可能是问题的最优解，不过这一点尚未得到数学上的证明。

### 上界
哈默斯利求得的沙发常数上界为{\displaystyle 2{\sqrt {2}}\approx 2.8284}。
2017年6月，约夫·卡卢斯和丹·鲁米克证明了沙发常数不大于2.37。

## 双灵活沙发

鲁米克双灵活沙发

沙发问题的一个变体是：求出能够通过两个拐角均为直角的单位宽度之字形走廊的刚性二维形状的最大面积。对这个问题，丹·鲁米克设计了一种同样由18个曲线部分组成的“双灵活沙发”，得出这一问题的下界为1.64495521。